# Utcubamba (provincie)
| Utcubamba                        | Utcubamba                                 |
| -------------------------------- | ----------------------------------------- |
| Vedere din capitala Bagua Grande |                                           |
| Harta provinciei                 |                                           |
| Informații generale              |                                           |
| Nume nativ                       | Provincia de Utcubamba                    |
| Țară                             | Peru                                      |
| Regiune                          | Amazonas                                  |
| Fondare                          | 30 mai 1984                               |
| Primar                           | Segundo Quiterio Hernandez Vasquez (2007) |
| - Capitală                       | Bagua Grande                              |
| - Suprafață totală               | 3860 km2                                  |
| - Districte                      | 7                                         |
| Populație                        |                                           |
| An recensământ                   | 2005                                      |
| - Totală                         | 118 367                                   |
| - Densitate                      | 30,67/km2                                 |
| Fus orar                         | UTC-5                                     |
| Sit web                          | http://www.utcubamba.ama.mp.gob.pe/       |
| UBIGEO                           | 0107                                      |
| Modifică text                    |                                           |

Utcubamba este una dintre cele șapte provincii din regiunea Amazonas din Peru. Capitala este orașul Bagua Grande. Se învecinează cu provinciile Bagua, Condorcanqui, Bongará, Luya și cu regiunea Cajamarca.

## Diviziune teritorială
Provincia este divizată în 7 (district)e (spaniolă: distritos, singular: distrito):
| District     | Primar                       |
| ------------ | ---------------------------- |
| Bagua Grande | Milesio Vallejos Bravo       |
| Cajaruro     | Antero Dueñas Davila         |
| Cumba        | Elias Diaz Benavides         |
| El Milagro   | Eva Ganni Larrain Reyes      |
| Jamalca      | Ricardo Cabrera Bravo        |
| Lonya Grande | Antonio Homero Aguilar Tapia |
| Yamón        | Juan Torres Arévalo          |